# これっきりサマー
『これっきりサマー』は、木皿泉のオリジナル脚本により大阪発ショートドラマとして2020年8月17日から8月21日までの5夜連続で20時42分 - にNHK総合（関西地域）で放送されたテレビドラマ。
全5話で、第1話から第3話が各2分間、第4話と第5話が各3分間放送。新型コロナウイルス流行の影響により全国高等学校野球選手権大会への出場と夏フェスへの参加という青春の1ページを奪われた高校球児と女子高校生が互いに心を通わせていくさまを描いた。主演は岡田健史と南沙良。
なお、10分まとめ版が同年8月22日の土曜 13時50分 - 14時00分に全国放送、8月29日の土曜 18時35分 - 18時45分に関西地域で放送され、15分特別版が8月30日の日曜 11時00分 - 11時15分に関西地域で放送された。

## ストーリー
新型コロナウイルス流行の影響により夏の甲子園が中止となり、周りから異常なまでの同情を買われてしまい、かなりうんざり気味の高校球児・藤井薫。そんな薫のところに、楽しみにしていた夏フェスが中止になり、薫同様に落胆していた同級生の水守香がやって来る。すぐに打ち解けた2人はソーシャルディスタンスを保ちながら会話を交わしていくが、マスクを装着しているために互いの声がくぐもってしまいよく聞き取れない。それでも会話を交わしていくうちに、薫と香は夏の甲子園と夏フェスという青春の1ページに対して、それぞれに賭ける相手の本当の想いに気づき始める。

## キャスト
- 藤井薫 - 岡田健史
- 水守香 - 南沙良
- コロッケ屋のおばさん - 一木美貴子
- クリーニング屋のおじさん - 村上ショージ

## スタッフ
- 作 - 木皿泉
- 制作統括 - 内田ゆき
- 演出 - 泉並敬眞
- 制作・著作 - NHK大阪拠点放送局

## 放送日程
| 各話   | 放送日  |
| ------ | ------- |
| 第1話  | 8月17日 |
| 第2話  | 8月18日 |
| 第3話  | 8月19日 |
| 第4話  | 8月20日 |
| 最終話 | 8月21日 |

## 関連商品
シナリオ
- 『月刊ドラマ』2020年10月号（映人社） - 全5話シナリオを掲載。